# Gletscherweg Innergschlöss
Der Gletscherweg Innergschlöss ist ein Themenweg im Nationalpark Hohe Tauern in der Gemeinde Matrei in Osttirol, dessen Gegenstand der Rückzug des Schlatenkeeses und die sich dadurch verändernde Natur im Gletschervorfeld ist. Zudem vermittelt er einen Eindruck vom einstigen Ausmaß des Gletschers. 1978 eröffnet, ist er die erste vom Alpenverein geschaffene Infrastruktur innerhalb des heutigen Nationalparks. Start- und Endpunkt des Rundweges mit mittlerem Schwierigkeitsgrad ist das Venedigerhaus im Innergschlöss.

## Geschichte
Der Gletscherweg Innergschlöss wurde vom Österreichischen Alpenverein und der Nationalparkkommission Hohe Tauern errichtet und am 13. August 1978 durch Hans Kinzl, langjähriger Erster Vorsitzender des Alpenvereins, eröffnet. Damit ist der Gletscherweg nicht nur die erste vom Alpenverein geschaffene Infrastruktur innerhalb des heutigen Nationalparks, die Eröffnung sollte auch als klares Zeichen für die Errichtung des Nationalparks verstanden werden, dessen Tiroler Anteil bis 1991 umstritten war.

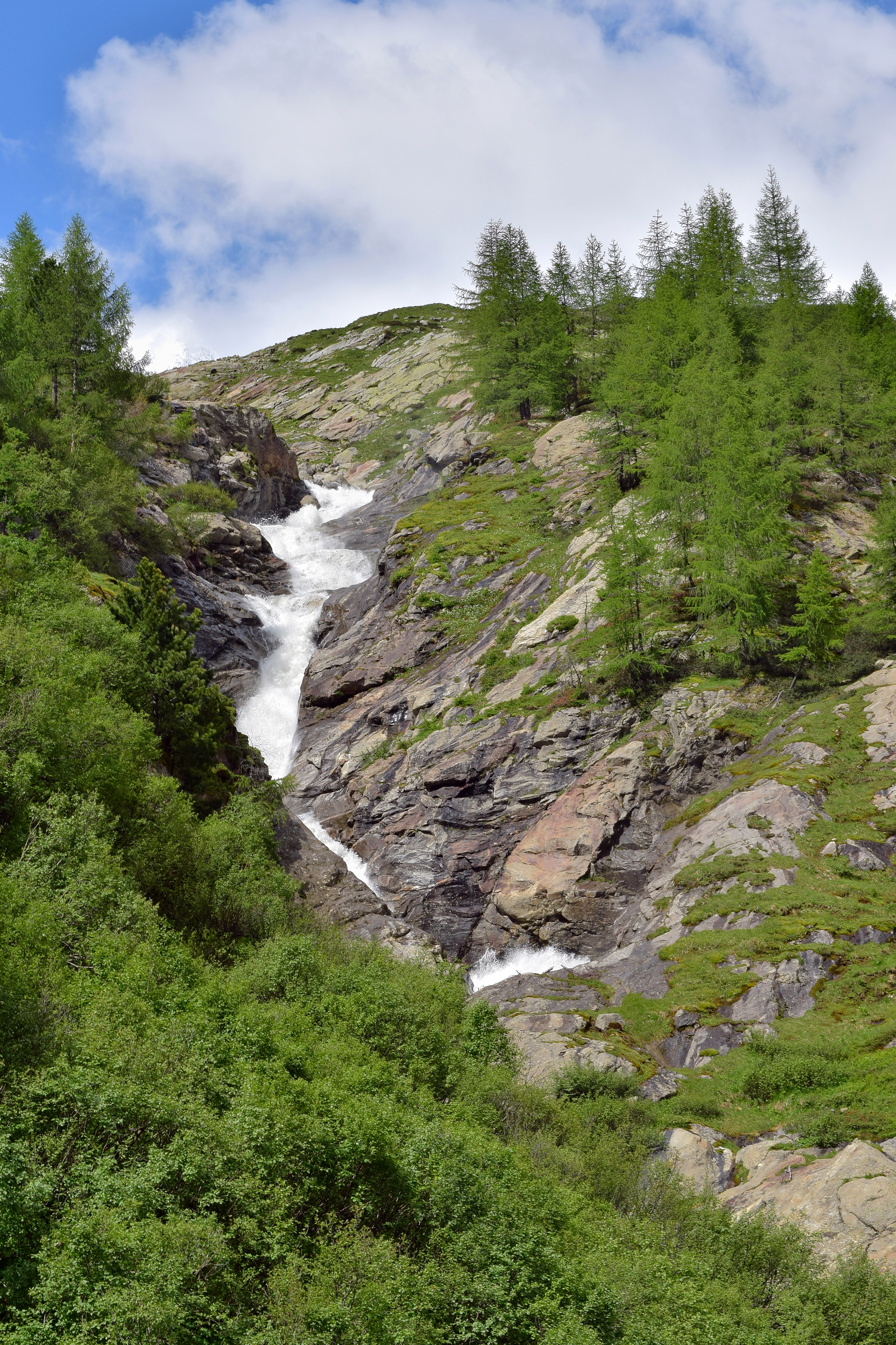
In diesem Bereich sollte das Wasser des Schlatenbachs in Rohre gefasst und zum geplanten Speicherkraftwerk Dorfertal geleitet werden

Gefährdet war das Projekt Nationalpark einerseits durch Vorhaben, die Venedigergruppe mit zahlreichen Seilbahnen als Sommerskigebiet zu erschließen – Projekte, die sich mit dem Klimawandel von selbst erledigt haben. Andererseits wurden seit den 1920er-Jahren verschiedene energietechnische Erschließungen verhandelt. Die Variante 1974/3 sah ein Pumpspeicherkraftwerk Dorfertal-Matrei vor, bei dem das Kalser Dorfertal mit einer 220 m hohen Gewölbemauer zu einem Großspeicher werden sollte, gespeist von allen wesentlichen Gletscherbächen Osttirols, darunter auch der Schlaten- und der Viltragenbach, die in einer Höhe von 1850 m abgeleitet worden wären. Im Gebiet des heutigen Osttiroler Anteils des Nationalparks wäre kein einziger Gletscherbach unversehrt geblieben. Widerstand aus der Bevölkerung führte 1989 zu einem Aus für das Kraftwerksprojekt und damit auch zur Rettung der Gletscherbäche.

## Allgemeines

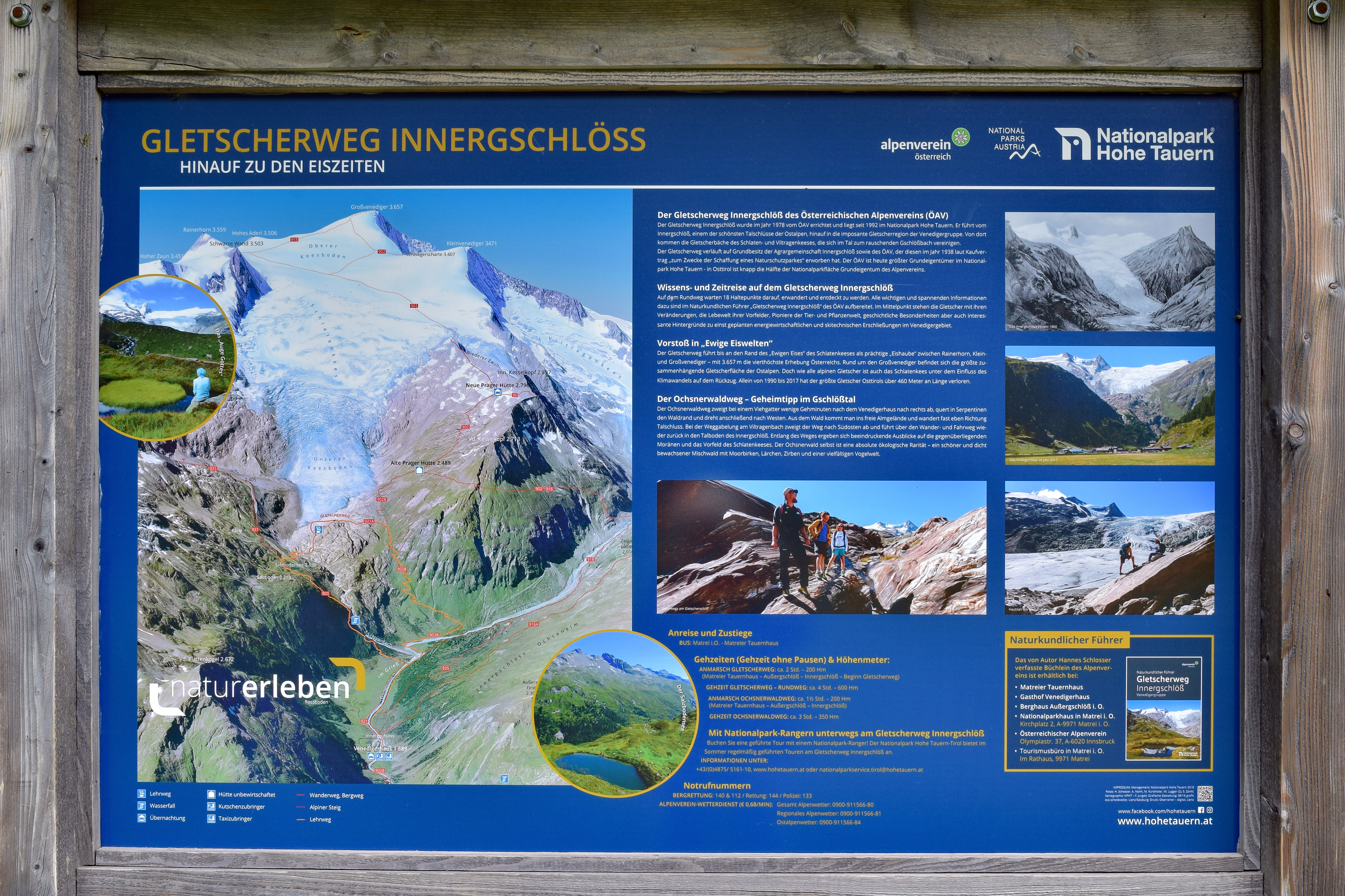
Infotafel im Eingangsbereich

Der Gletscherweg ist mit rot-weiß-roten Markierungen und Wegweisern versehen. Die reine Gehzeit wird mit fünf Stunden ab dem Venedigerhaus bzw. vier Stunden ab dem Stein mit der Aufschrift GLETSCHERWEG INNERGSCHLÖSS angegeben. Der Aufstieg ist an wenigen Stellen seilversichert. Im Verlauf des Weges werden 18 Haltepunkte passiert, die jedoch nicht auf Tafeln erklärt werden, stattdessen wird der Kauf des naturkundlichen Führers Gletscherweg Innergschlöß vom Alpenverein empfohlen, in dem sich ausführliche Informationen zu allen Stationen befinden. Lediglich im Eingangsbereich gibt es eine Infotafel mit einem Überblick über den Wegverlauf. Begehbar ist der Weg von Mitte Juni bis Mitte Oktober.

## Verlauf und Haltepunkte

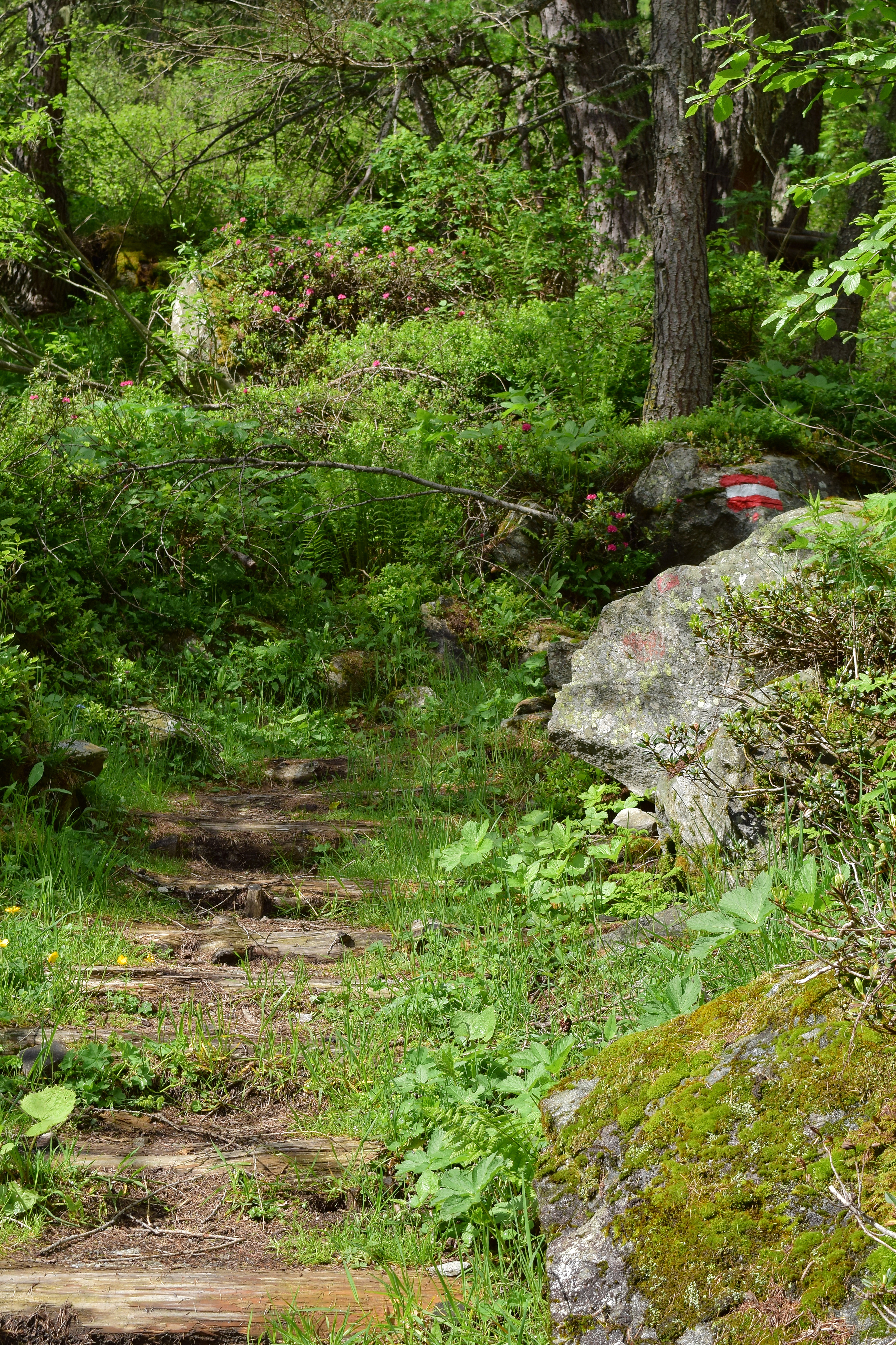
Der Aufstieg folgt einem alten Hirtenpfad

Im Aufstieg folgt der Gletscherweg einem alten Hirtenpfad, heute Weg Nr. 921, der beim Auge Gottes Richtung Lobbentörl abzweigt. Das Mittelstück, das großteils über das vom Schlatenkees zurückgelassene glattgeschliffene Gletscherbett führt, trägt die Bezeichnung 921A und wurde für den Gletscherweg neu angelegt. Der Abstieg führt über den 1882 eingerichteten Prager Hüttenweg 902B.

### Aufstieg

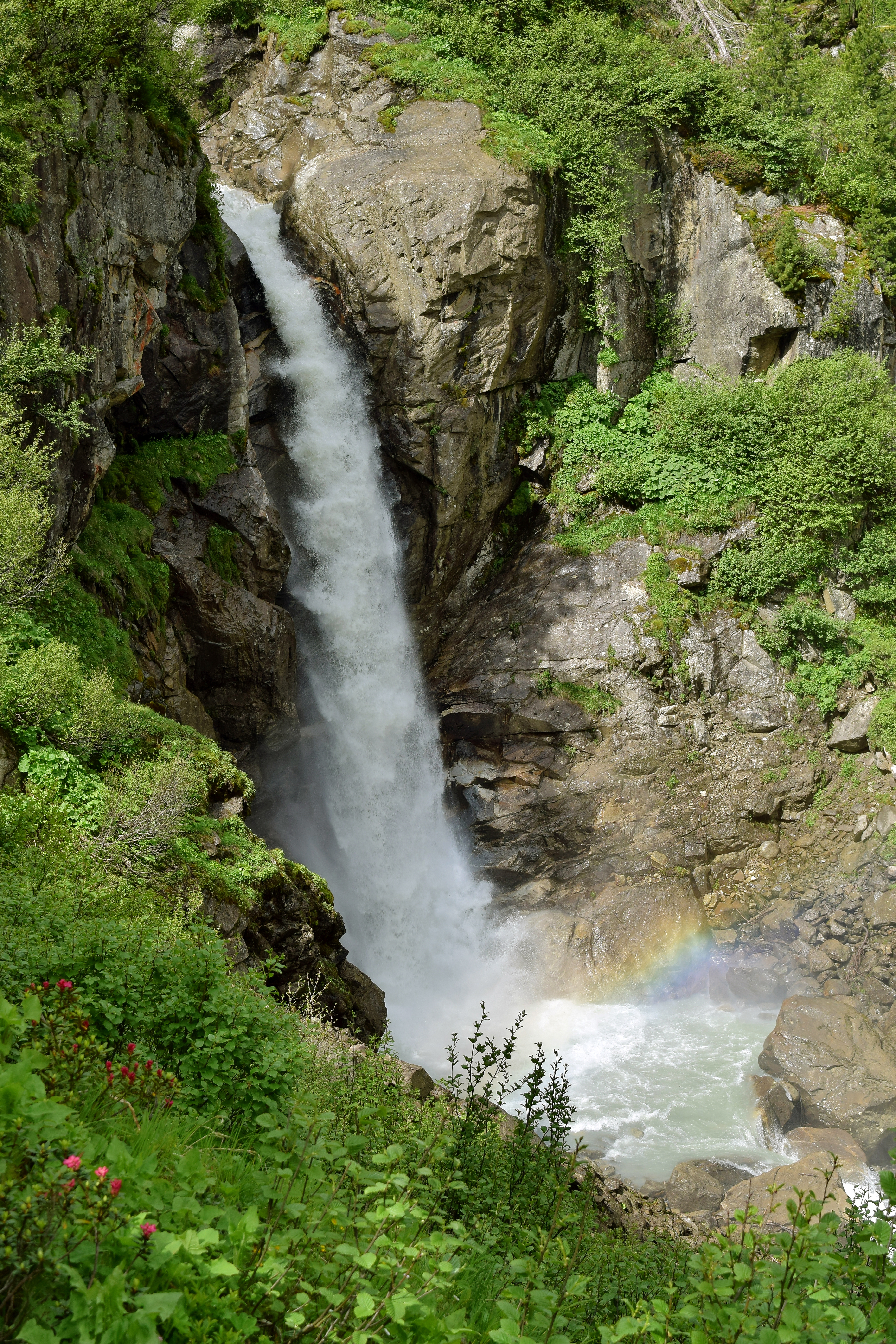
Wasserfall des Schlatenbaches

Ausgehend vom Venedigerhaus verläuft der Weg zunächst entlang des Gschlössbaches Richtung Talschluss und biegt bei der ersten Brücke nach links ab, wo ein großer Stein mit der Aufschrift „GLETSCHERWEG INNERGSCHLÖSS“ liegt. Er ist die erste Station, denn im Eingangsbereich finden sich Reste von (heute bewachsenen) Endmoränen aus dem 17. bis 19. Jahrhundert, die Zeugen der einstigen Ausdehnung des Gletschers sind. Nach Queren der Almwiese führt der Weg durch einen lichten Lärchenwald (Haltepunkt 2). Weiter geht es zwischen Lärchen, Sträuchern und Farnen zunächst leicht, dann über Stufen und Serpentinen steiler ansteigend. Eine Tafel zeigt den Beginn der Kernzone des Nationalparks an, in unmittelbarer Nähe befindet sich Haltepunkt 3, der der Hochstaudenflur gewidmet ist. Zu dieser zählen etwa die zahlreich anzutreffenden Grünerlen, die den Boden festigen und die Jungpflanzen von Nadelbäumen beschützen und somit das Entstehen von Waldwuchs vorbereiten. Weiters werden Eberesche, Blauer Eisenhut, Meisterwurz, Alpendost und Milchlattich angeführt. Das gesamte Gebiet des Aufstiegs bis zum Wasserfall ist Moränengelände, das 1850 noch keinerlei Vegetation aufwies.
Weiterhin steil ansteigend führt der Weg an einer großen Zirbe vorbei (Haltepunkt 4) und es öffnet sich ein freier Blick auf das Gschlösstal und ein Einblick ins Viltragental. Mit dem Wasserfall des Schlatenbachs, der das vom Schlatenkees abrinnende Schmelzwasser sammelt, ist Haltepunkt 5 erreicht. Wie für Gletscherbäche üblich, fließt das meiste Wasser nachmittags an heißen Sommertagen. Etwas oberhalb des Wasserfalls passiert der Weg in 1850 m Höhe jene Stelle, an der nach Plänen der Energiewirtschaft der Schlatenbach für das geplante Dorferkraftwerk abgeleitet werden sollte (siehe Abschnitt Geschichte).

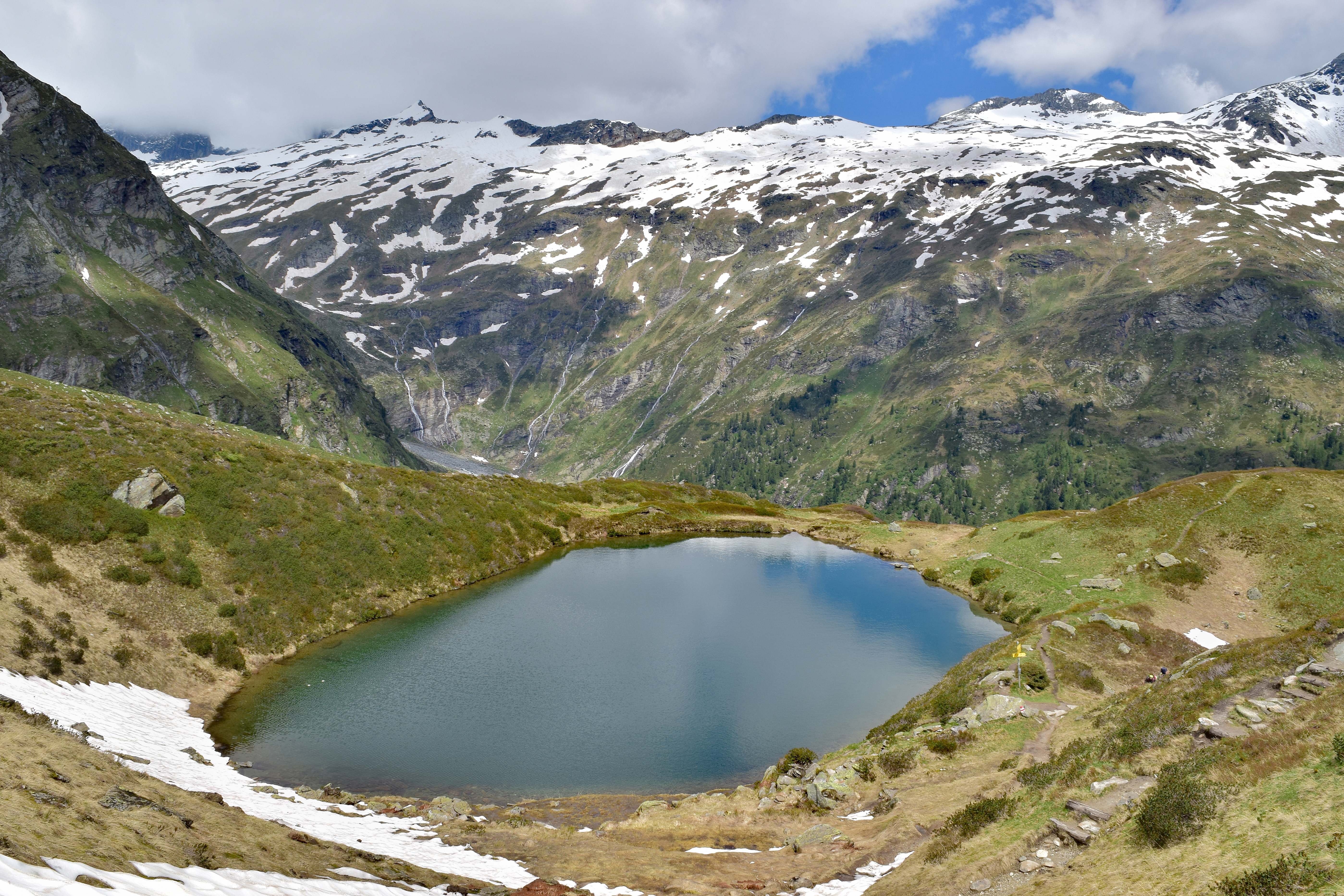
Der Salzbodensee

Der weitere Anstieg führt über Stufen und Serpentinen und einen Moränenwall, der vom Gletscherhöchststand im 17. Jahrhundert stammt, und bringt erste Blicke auf die Venedigergipfel Schwarze Wand und Hoher Zaun sowie das Schlatenkees. Nach Querung des Karlesbaches und eines Felsenbandes wird Haltepunkt 6 erreicht, der sich mit den Zwergsträuchern befasst. Anzutreffen sind neben dem weit verbreiteten Almrausch auch Alpen-Wacholder, Gämsheide sowie Heidel-, Rausch-, Krähen- und Preiselbeeren. Der weiterhin steile Aufstieg führt auf den Salzboden, wo eine Bank zum Rasten einlädt und Haltepunkt 7 erreicht ist. Seinen Namen hat der Salzboden, weil die Hirten über Jahrhunderte Salz für die hier weidenden Schafe auf Steinplatten streuten. Plätschern und Glucksen ist von den zahlreichen Tümpeln und Bachläufen der hier befindlichen Quellmoore zu hören. Die Flora besteht hauptsächlich aus verschiedenen Moosen und Gräsern wie Borstgras, Krumm-Segge, Alpen-Rispengras und Scheuchzers Wollgras. Auch Grasfrösche können hier angetroffen werden. Seit Sommer 2017 findet am Salzboden ein interdisziplinäres ökologisches Langzeitmonitoring unter dem Leitthema „Leben an Existenzgrundlagen im Hochgebirge“ statt. Dabei werden durch den Klimawandel und den Gletscherrückgang hervorgerufene Veränderungen in den verschiedenen Ökosystemen erfasst und ausgewertet. Weitere Untersuchungsgebiete sind das Salzburger Ober- und Untersulzbachtal und das Kärntner Seebachtal.
Über Steinplatten führt der Weg nach wenigen Minuten zu Haltepunkt 8, der über Algen, Flechten, Moose und Pilze, wie mikroskopisch kleine Blaualgen oder die Landkartenflechte informiert, die sich an vielen Felsen zeigen und selbst in Lagen, in denen andere Pflanzen nicht mehr anzutreffen sind, überleben können. Wenige Meter weiter befindet sich in 2137 m Höhe Haltepunkt 9: der von Moränenwällen abgedämmte Salzbodensee. Der See wird nicht vom Gletscherwasser gespeist, sondern von Grundquellen, seine Temperatur erreicht selbst an heißen Sommertagen nur an der Oberfläche mehr als 10 °C. Ein Stück eines 2012 beim Abfluss des Sees geborgenen Lärchenstammes konnte auf 7637 bis 7283 v. Chr. datiert werden und belegt damit (neben anderen Funden), dass der Salzboden vor über 9000 Jahren mit Lärchen und Zirben bewaldet war.
Weiter führt der Weg über die Moräne, die den Salzbodensee im Westen begrenzt, und nach einigen Stufen ist das Auge Gottes, Haltepunkt 10, erreicht. Der kleine, dreieckige Tümpel mit einer kleinen runden Wollgrasinsel in seiner Mitte wurde aufgrund seines Aussehens von Hirten Auge Gottes benannt. Er ist wie der unterhalb liegende See abgedämmt von Moränen. Linkerhand ist die Ufermoräne aus 1850 zu sehen, auf dieser führt der Weg 921 über das Lobbentörl Richtung Badener Hütte, rechts ist die Ufermoräne von 1859, über die der Gletscherweg nach Querung des Karlesbaches weiterführt.

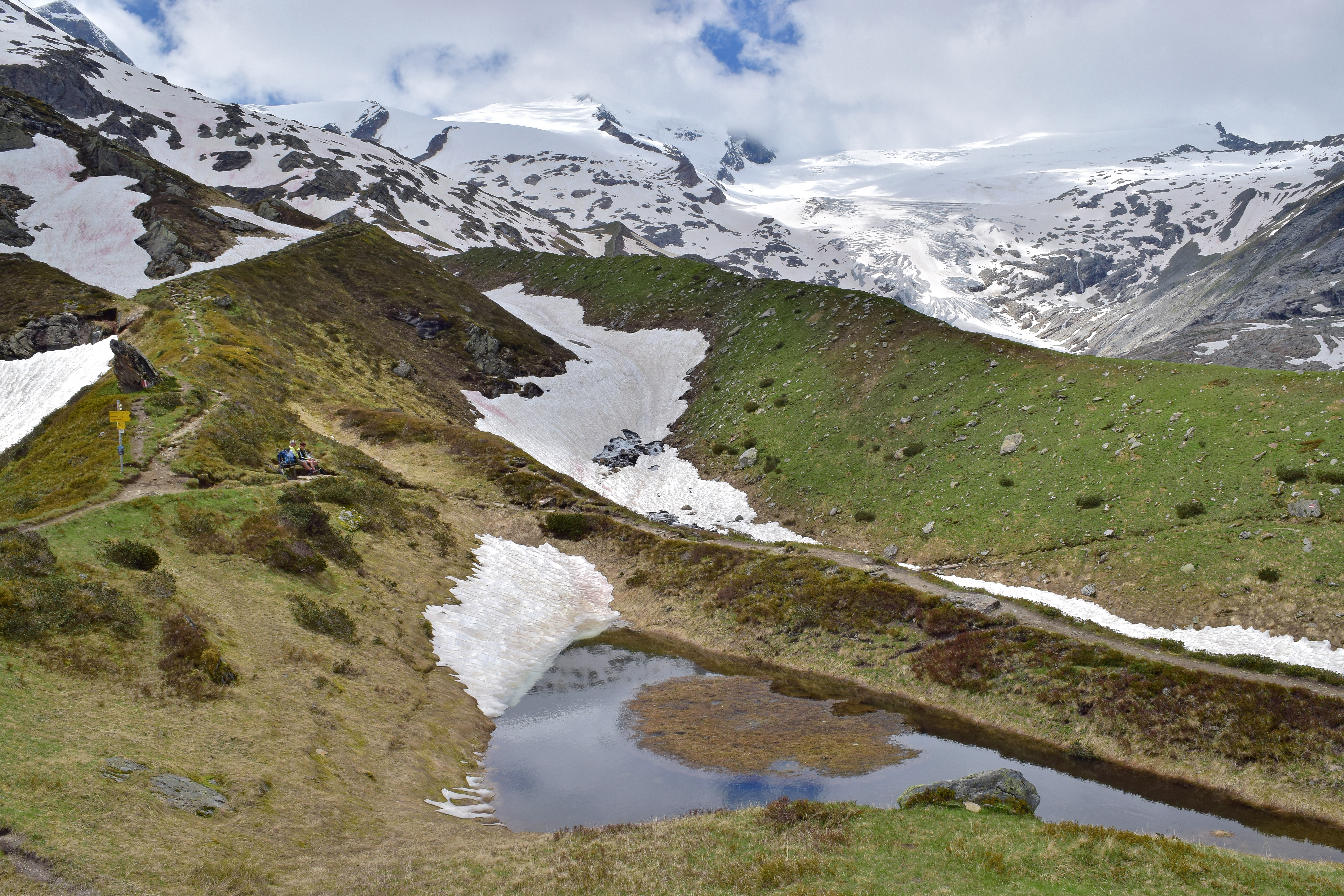
Das Auge Gottes ist abgedämmt von Moränen
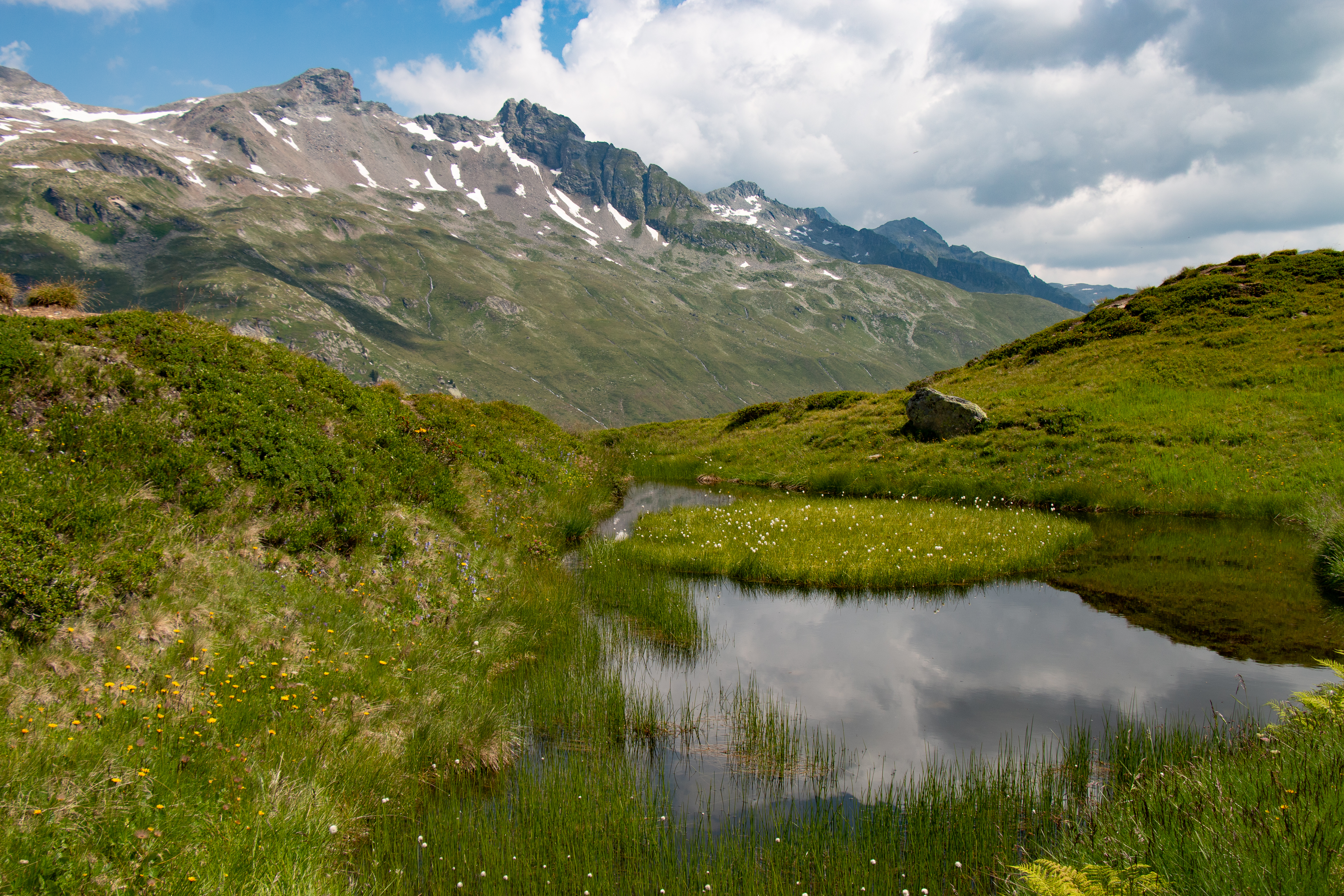
und im Sommer mit Scheuchzers Wollgras bewachsen

### Mittelteil

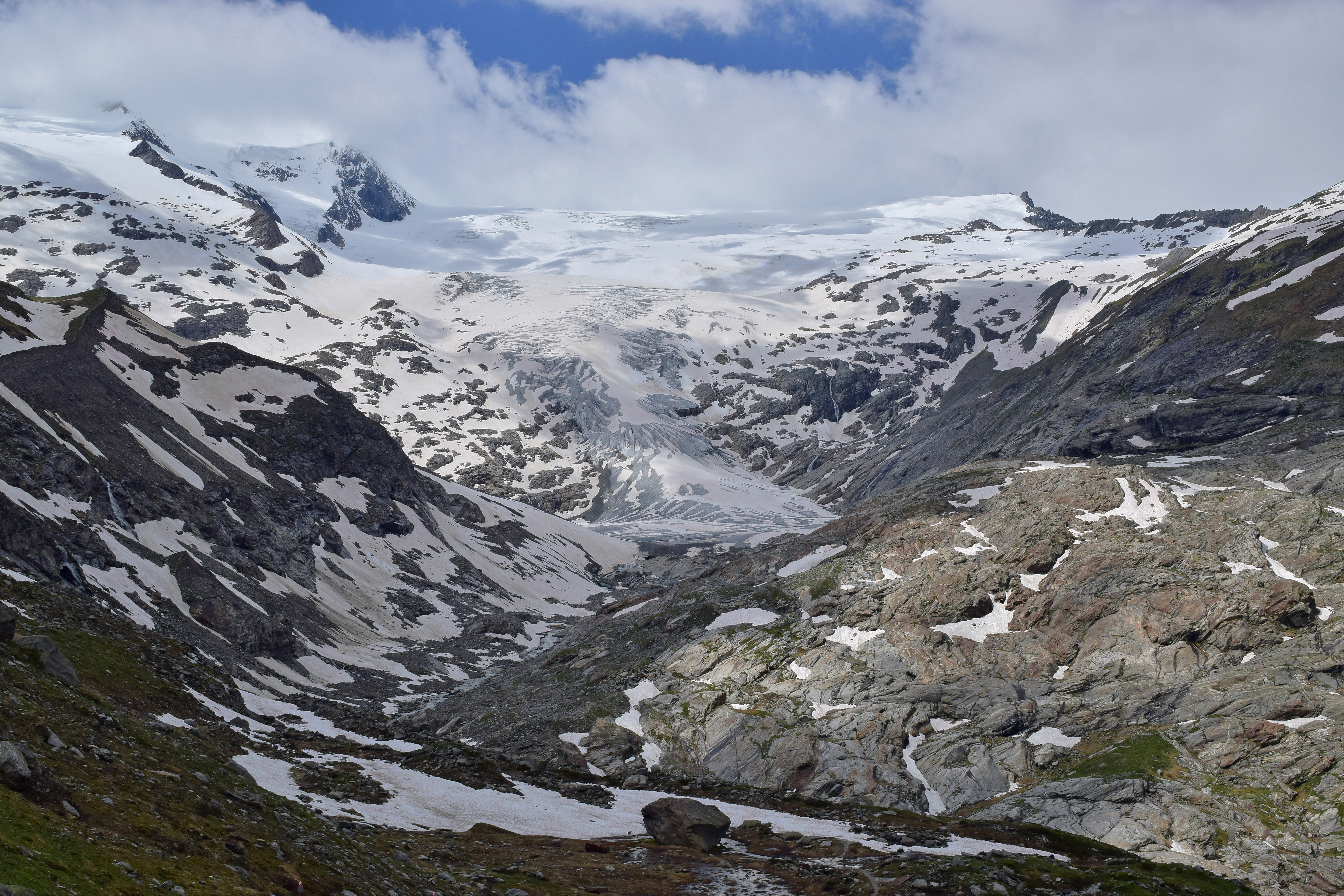
Blick von Haltepunkt 11 auf den heutigen Rest des Gletschers

Auf der 1859er-Ufermoräne befindet sich bei einem Steinmandl Haltepunkt 11 und bietet einen Ausblick auf das Schlatenkees und das Venedigergebiet. Weiter verläuft der Weg hinunter zum Schlatenbach, wobei sich kurz davor Haltepunkt 12 befindet, der von Geröllpflanzen und Pionieren an Extremstandorten wie Moränenwällen erzählt, die das lose Gestein mit der Zeit festigen und so eine weitere Vegetation vorbereiten. Zu finden sind hier die Moschus-Schafgarbe, das Alpen-Leinkraut, die Echte Edelraute, der Gletscher-Petersbart, der Gletscher-Hahnenfuß, das Stängellose Leimkraut sowie Fetthennen-, Stern- und Trauben-Steinbrech. Haltepunkt 13 ist an der Brücke über den Schlatenbach, die wie die Brücke über den Karlesbach jedes Jahr Mitte Oktober abgetragen und Mitte Juni wieder an ihren Platz gestellt wird. Noch im Jahr 1985 reichte eine viele Meter hohe Gletscherzunge bis kurz vor die Brücke. Zwischen 1988 und 2018 hat sich das Schlatenkees um 470 Meter zurückgezogen, davon zwei Drittel nach 2005 und allein von 2014 bis 2017 um 180 Meter.

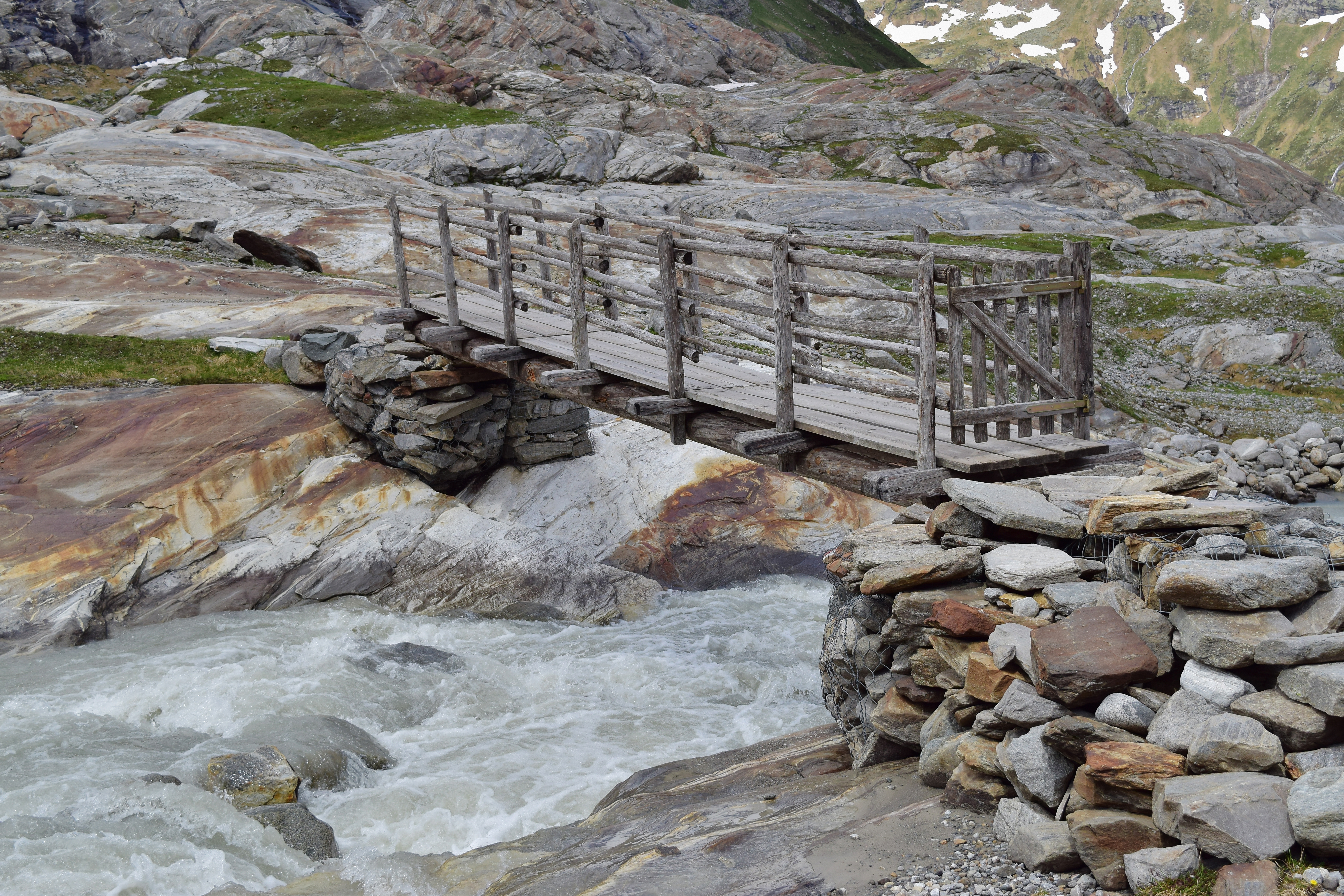
Die Brücke über den Schlatenbach

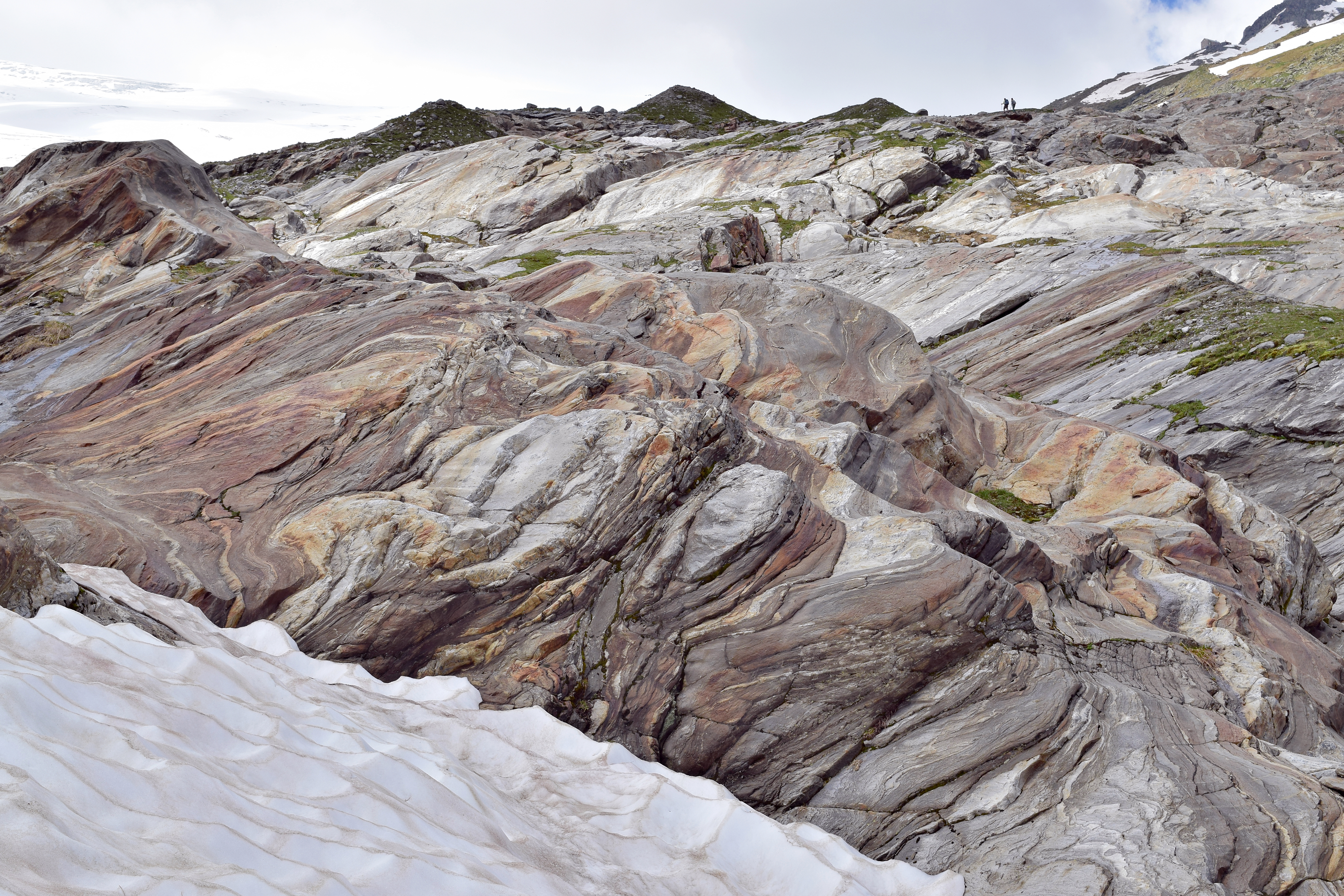
Gletscherschliff mit Tauernfenster

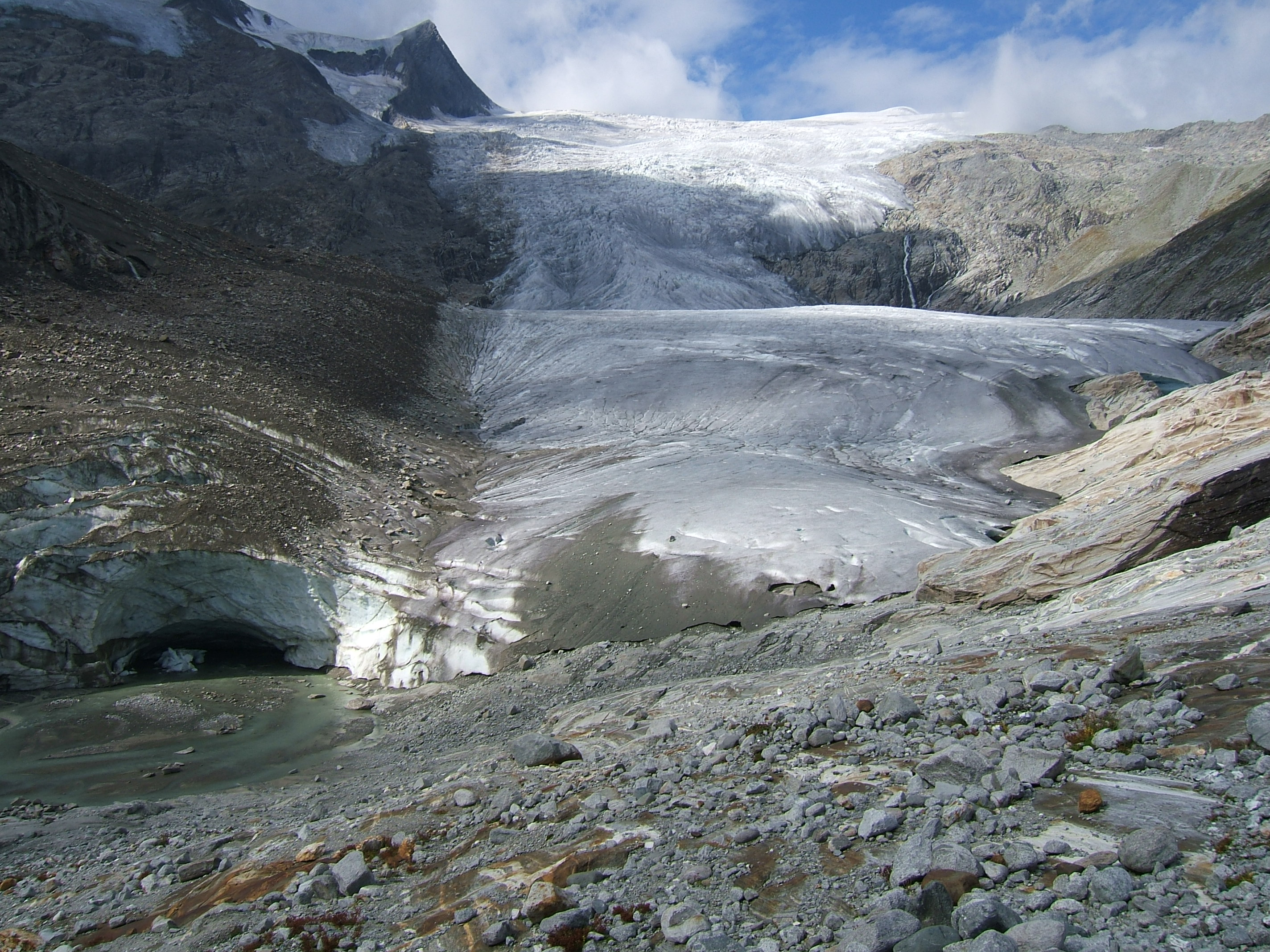
Das Gletschertor (links), hier im Jahr 2011, stürzte im Jahr 2014 ein.

Nach Überquerung des Schlatenbachs führt der Weg über den vom Schlatenkees zurückgelassenen Gletscherschliff auf dem Glescherbett, wo sich nach wenigen Minuten Haltepunkt 14 befindet, dessen Themen die Entstehung des Gletscherschliffs sowie das hier ebenfalls sichtbare Tauernfenster sind. Markierungen sind in kurzen Abständen direkt auf die zu Rundhöckern geschliffenen Steine gemalt, sodass die Route über den Gletscherschliff nicht verfehlt wird. Nach kurzem Aufstieg weist ein Wegweiser auf die Abzweigung zur Gletscherzunge hin, wobei es geradeaus direkt zu Haltepunkt 16 geht.
Haltepunkt 15 befindet sich bei der Gletscherzunge. Noch im Frühsommer 2014 war hier ein Gletschertor zu sehen, welches im Spätsommer eingestürzt ist. Eine Gletscherstirn gibt es seit 2017 nicht mehr, der Untere Keesboden zeigt sich zerfurcht und spaltenreich, statt der einstigen Wölbung zeigen sich großflächige, tiefe Trichter. Deshalb wird im Naturkundlichen Führer vor dem Betreten des Eises gewarnt – die Ränder können brüchig sein und zum Fels hin gibt es oft breite Randklüfte. Ein Ausrutschen auf dem schotterübersäten Fels birgt die Gefahr, unter die Eisdecke zu rutschen. Zurück führt der Weg teilweise über steiles Gelände auf den höchsten Punkt des Gletscherschliffs, wo sich Haltepunkt 16 mit der Gletschermessung befasst. Rechts des Haltepunktes befindet sich ein in roter Farbe aufgemalter Messpunkt aus den Jahren 1983 bis 1988 („F83/88“). Das Schlatenkees wird von den Gletscherknechte genannten Vermessern seit 1941 kontrolliert.
Weiter führt der Weg rasch bergab, vorbei an einer Weggabelung, die eine Abkürzung zu den Prager Hütten ist. Ein Besuch der nicht bewirtschafteten Alten Prager Hütte wird im Naturkundlichen Führer empfohlen, ist aber nicht Teil des Gletscherweges. Von der Terrasse der Hütte ergibt sich ein guter Überblick über das Schlatenkees samt dem von der Kristallwand kommenden Seitenarm. Nach der Abzweigung ist das Ende des Gletscherschliffs in wenigen Minuten erreicht und trifft wenig später auf den Prager Hüttenweg. Auch auf die in diesem Wegabschnitt oft anzutreffenden Murmeltiere wird hingewiesen.

### Abstieg
An der Kreuzung mit dem Prager Hüttenweg befindet sich Haltepunkt 17, der der Geschichte der Alten Prager Hütte gewidmet ist, die seit 2019 in den Originalzustand zurückversetzt wurde und nun als Forschungsstation und musealer Schauraum dient. Der Abstieg führt zunächst mäßig, dann trotz Serpentinen steil bergab. Dabei verläuft er durchwegs auf oder in der Nähe der Reste der Ufermoräne von 1850. Ein Blick zur gegenüberliegenden Moräne, die im Aufstieg gequert wurde, lässt noch einmal das im Gegensatz zu heute gewaltige Ausmaß des Gletschers erahnen.

Quer über die Bildmitte ist die 1850er-Ufermoräne gut zu erkennen

Nahe dem Abstieg verläuft auch das Bett des Keesbachs, der bis in die 1960er-Jahre einen Großteil des Schmelzwassers des Schlatenkeeses entwässert hat, heute aber nur mehr ein Rinnsal oder ganz trocken ist.

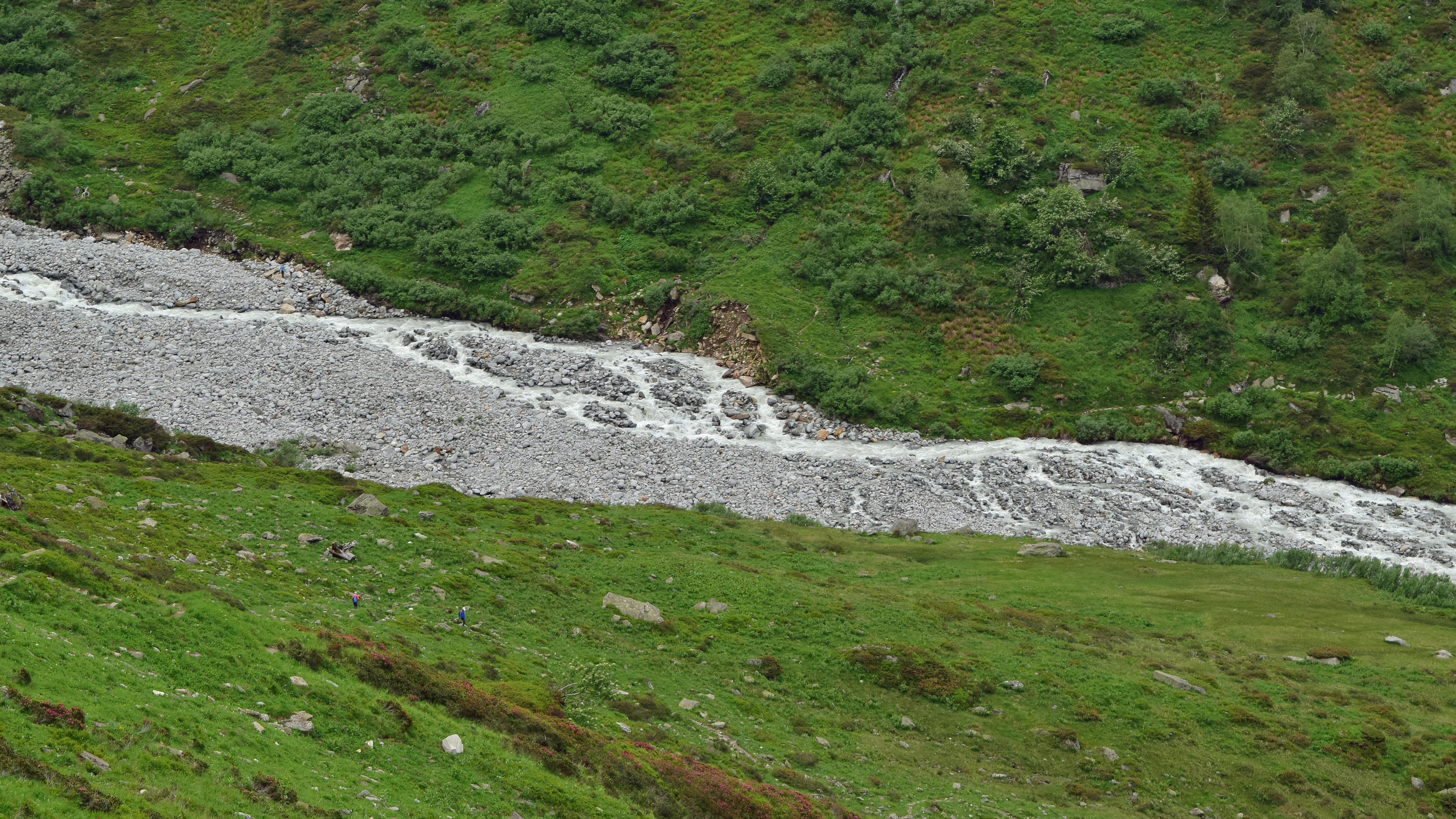
Blick vom Abstieg auf den Viltragenbach

Im unteren Abschnitt, am Fuß des Kesselkopfs, führt der Weg über altes Weidegebiet, auf dem den Wanderern Schafe und Ziegen begegnen können. Das Gschlöss wurde vermutlich schon vor der bayrischen Landnahme im 7. Jahrhundert als Weidegebiet genutzt. Von Haltepunkt 18 aus sind beim Blick in das Viltragental Reste der Endmoräne zu erkennen, die das Viltragenkees hinterlassen hat. Zur Zeit des Gletscherhöchststandes lagen hier die Gletscherzungen von Viltragen- und Schlatenkees nur 50 Meter auseinander.
Zurück zum Venedigerhaus führt der Weg entlang des Viltragenbachs und seiner Vereinigung mit dem Schlatenbach zum Gschlössbach. Neben dem Venedigerhaus befindet sich eine Pegelmessstation, die auf Schautafeln weitere Informationen zu den Gletscherbächen liefert.

## Wissenswertes
Die Wegweiser in der Osttiroler Nationalparkregion sind mit SOS-Banderolen ausgestattet. Darauf finden sich Notrufnummern, Koordinaten und eine eindeutige Standortnummer, die der genauen Ortung für Rettungskräfte dient.
Weitere Gletscherwege im Nationalpark Hohe Tauern sind der 1983 eröffnete Gletscherweg Pasterze und der 1986 errichtete Gletscherweg Obersulzbachtal.